# 맨발의 청춘 87
"맨발의 청춘 87"은 한국에서 제작된 김응천 감독의 1986년 드라마, 멜로/로맨스 영화이다. 진유영 등이 주연으로 출연하였고 문여송 등이 제작에 참여하였다.

## 출연

### 주연
- 진유영
- 전세영
- 김주승
- 강신성일

### 조연
- 박동룡
- 문미봉
- 박종설
- 장정국
- 최준
- 정영국
- 김현우(청년1 조연)

## 기타
- 제작부장: 박태섭
- 조명: 정덕규
- 그립: 정기성
- 조연출: 차성민
- 조연출: 임경민
- 조연출: 한광훈
- 붐어시스턴트: 김병수
- 주제가: 유미리
- 주제가: 황선형
- 미술: 차성민
- 미술: 임경민
- 미술: 한광훈
- 진행: 김승의
- 효과: 김경일